# Маги (Виченца)
Маги (итал. Maghi) је насеље у Италији у округу Виченца, региону Венето.
Према процени из 2011. у насељу је живело 16 становника. Насеље се налази на надморској висини од 193 м.